# Coelurotricha
Coelurotricha is een geslacht van vlinders van de familie Uraniavlinders (Uraniidae), uit de onderfamilie Epipleminae.

## Soorten
- C. curvilinea Warren, 1906
- C. imitans Dognin, 1913